# Nemanthidae
Nemanthidae is een familie uit de orde van de zeeanemonen (Actiniaria). De familie is voor het eerst wetenschappelijk beschreven door Carlgren in 1940. De familie omvat 1 geslachten en 3 soorten.

## Geslacht
- Nemanthus